# YoupaN

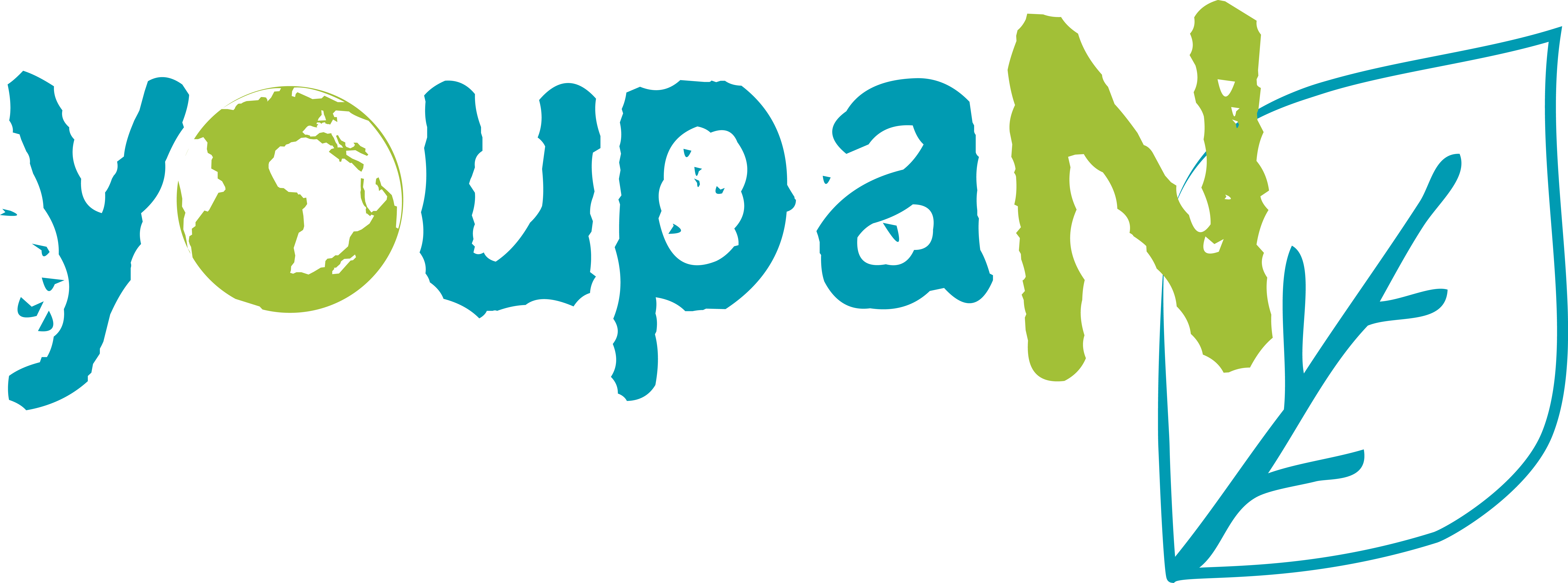
Das Logo des youpan

Das youpan (Eigenschreibweise youpaN) ist das Jugendforum der Nationalen Plattform Bildung für nachhaltige Entwicklung (NP BNE). Seine 30 ehrenamtlichen Mitglieder sind zwischen 16 und 27 Jahren alt. Sie arbeiten im youpan sowie den weiteren sechs Foren der NP BNE gemeinsam mit Experten aus unterschiedlichen Bildungsbereichen an einer gelungenen Bildung für nachhaltige Entwicklung (BNE): Bildung, die Lernenden ermöglicht, sich für nachhaltige Entwicklung einzusetzen.
Das Jugendforum verfügt über ein Stimmrecht in der NP BNE und gestaltet die Implementierung des Nationalen Aktionsplans BNE aktiv mit. So trägt es zur Umsetzung des UNESCO-Programms „Bildung für nachhaltige Entwicklung: die globalen Nachhaltigkeitsziele verwirklichen (BNE 2030)“ in Deutschland bei.

## Projektdetails
Mit Experten aus unterschiedlichen Bildungsbereichen arbeitet das youpan an einer gelungenen BNE und trägt dazu bei, dass sich andere Menschen für soziale, ökologische und ökonomische Nachhaltigkeit und Jugendbeteiligung einsetzen. Die Mitglieder des youpan treten als überparteiliche und unabhängige Experten mit jugendlichen Perspektiven auf. Sie beraten Ausschüsse, Organisationen und politische Parteien und werden eingeladen, eigene Formate auf BNE-Veranstaltungen zu präsentieren.
Das youpan-Büro der gemeinnützigen Spendenorganisation Stiftung Bildung begleitet die jungen Menschen in ihrem Engagement und setzt das Jugendbeteiligungsprojekt seit 2017 um. Das Projekt wird mit Mitteln des Bundesministeriums für Bildung und Forschung (BMBF) gefördert.

## Forderungen

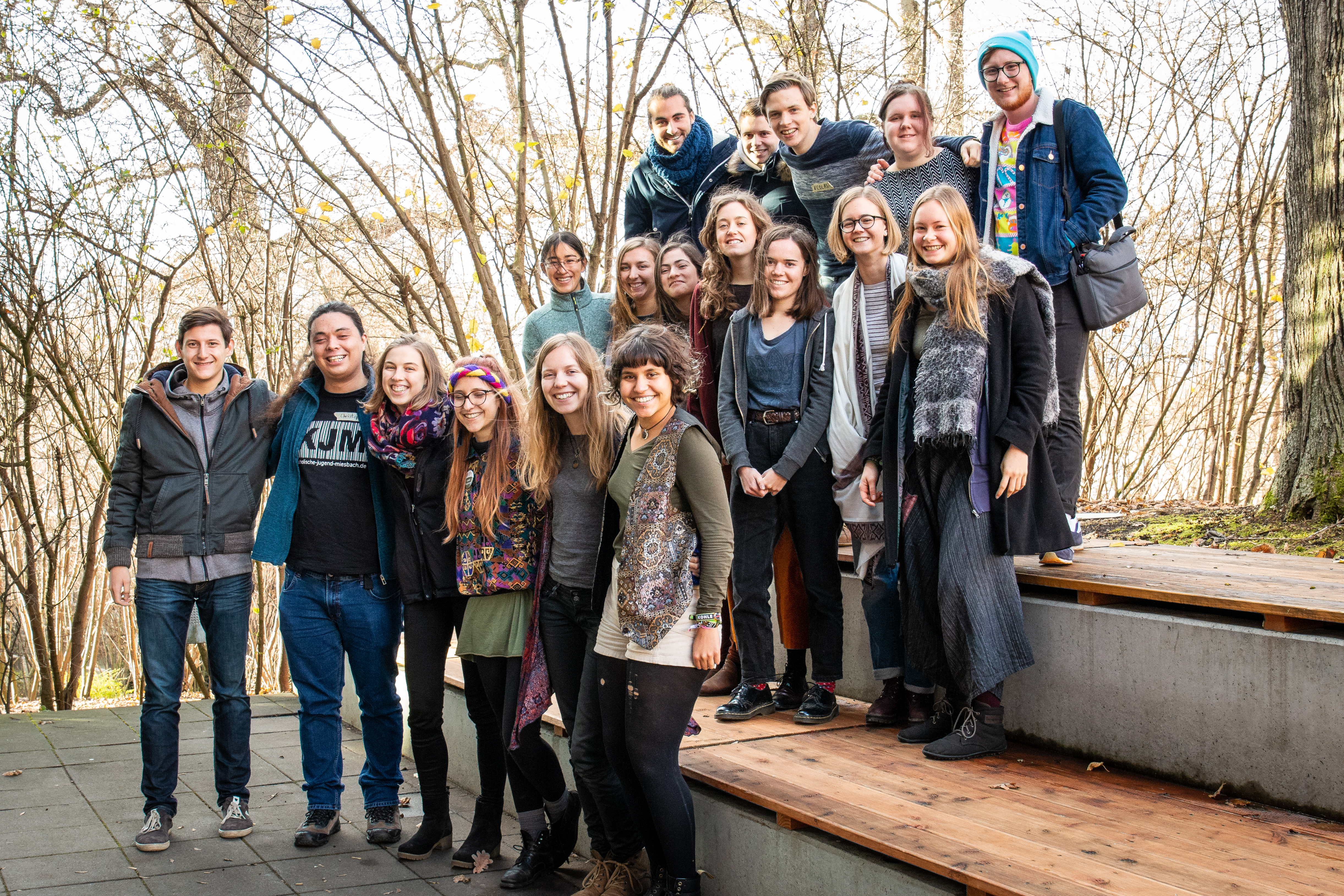
Das youpaN

Das youpan hat Forderungen zu sieben Handlungsfeldern aufgestellt. Sie umfassen u. a. folgende Ziele und Maßnahmen:
- Demokratiebildung und politische Bildung stärken
- Kinder- und Jugendbeteiligung unterstützen und ausbauen
- Allen Menschen Bildung gleichermaßen ermöglichen
- Verpflichtende Fortbildungen zu BNE für alle Lehrenden und Erziehenden einführen
- BNE in allen Bildungsbereichen ausreichend fördern
- Nachhaltigkeitsziele als Leitfaden staatlicher Finanzierungen setzen
- Forschung für Nachhaltigkeit (FONA) stärken
- BNE in Bund und Ländern im Bildungssystem verankern